# Stuart Bingham
Stuart Bingham (* 21. červen 1976, Basildon, Essex, Anglie) je anglický profesionální hráč snookeru.
Jako amatér vyhrál v roce 1996 IBSF World Snooker Championship, ale pak čekal mnoho let, než se prosadil. V sezóně 2006/2007 vstoupil mezi nejlepších 32 hráčů a v sezóně 2011/2012 se dostal mezi 16 nejlepších na světě. Bingham vyhrál první bodovaný titul na Australian Goldfields Open v roce 2011, druhý pak na Shanghai Masters v roce 2014. O rok později se stal mistrem světa.

## Kariéra

### První roky 1999-2007
Bingham se dostal v roce 1999 do čtvrtfinále Welsh Open, kde prohrál s Joe Swailem 5-1.
V sezóně 1999/2000 se probojoval do last 16 na China International. S Brianem Morganem prohrál 2-5. Velkým překvapením bylo, když vyřadil Stephena Hendryho 10-7 v last 32 na mistrovství světa. V last 16 Bingham prohrál s Jimmy Whiteem 9-13.
Bingham se v roce 2002 kvalifikoval pro mistrovství světa. V zápase s Kenem Dohertym v last 32 mohl udělat maximální náběh, ale minul růžovou. Zápas skončil 10-8 pro Dohertyho.
V sezóně 2004/2005 se dostal dvakrát mezi last 16. Na British Open 2004 prohrál s Barry Hawkinsem 5-4 a na China Open 2005 s Dingem Junhui 5-4.
Větší úspěchy se dostavily v sezóně 2005/2006, když se Bingham dostal do čtvrtfinále Grand Prix, kde ho porazil John Higgins 5-1. Také postoupil z kvalifikací na Masters, kde zvítězil v postupovém kole nad Ali Carterem 6-3. Ve čtvrtfinále kvalifikací proti Marcusu Campbellovi se mu podařila první break 147. Byl ve čtvrtfinále UK Championship 2005, které prohrál s Joem Perrym 9-8. Na Masters v last 16 prohrál s Peterem Ebdonem 6-4 a na Malta Cupu skončil také mezi last 16 po prohře 5-4 s Kenem Dohertym. 
Sezóna 2006/2007 Binghamovi tak dobře nevyšla. Kvalifikoval se pro Masters, když porazil v závěrečném kole Marka Selbyho 6-2, ale nepostoupil dál z kola “wild card” s Ali Carterem 5-6. Nekvalifikoval se ani pro mistrovství světa.

### Sezóna 2007/2008
Bingham se dostal do čtvrtfinále Shanghai Masters, kde prohrál s Markem Selbym 0-5. Na UK Championship došel do last 16, kde prohrál se Shaunem Murphym 3-9. Dosáhl ještě last 16 na Welsh Open, kde prohrál s Joem Perrym 2-5 a na mistrovství světa, kde měl opět za soupeře Joe Perryho, který nad ním zvítězil 13-9.

### Sezóna 2008/2009

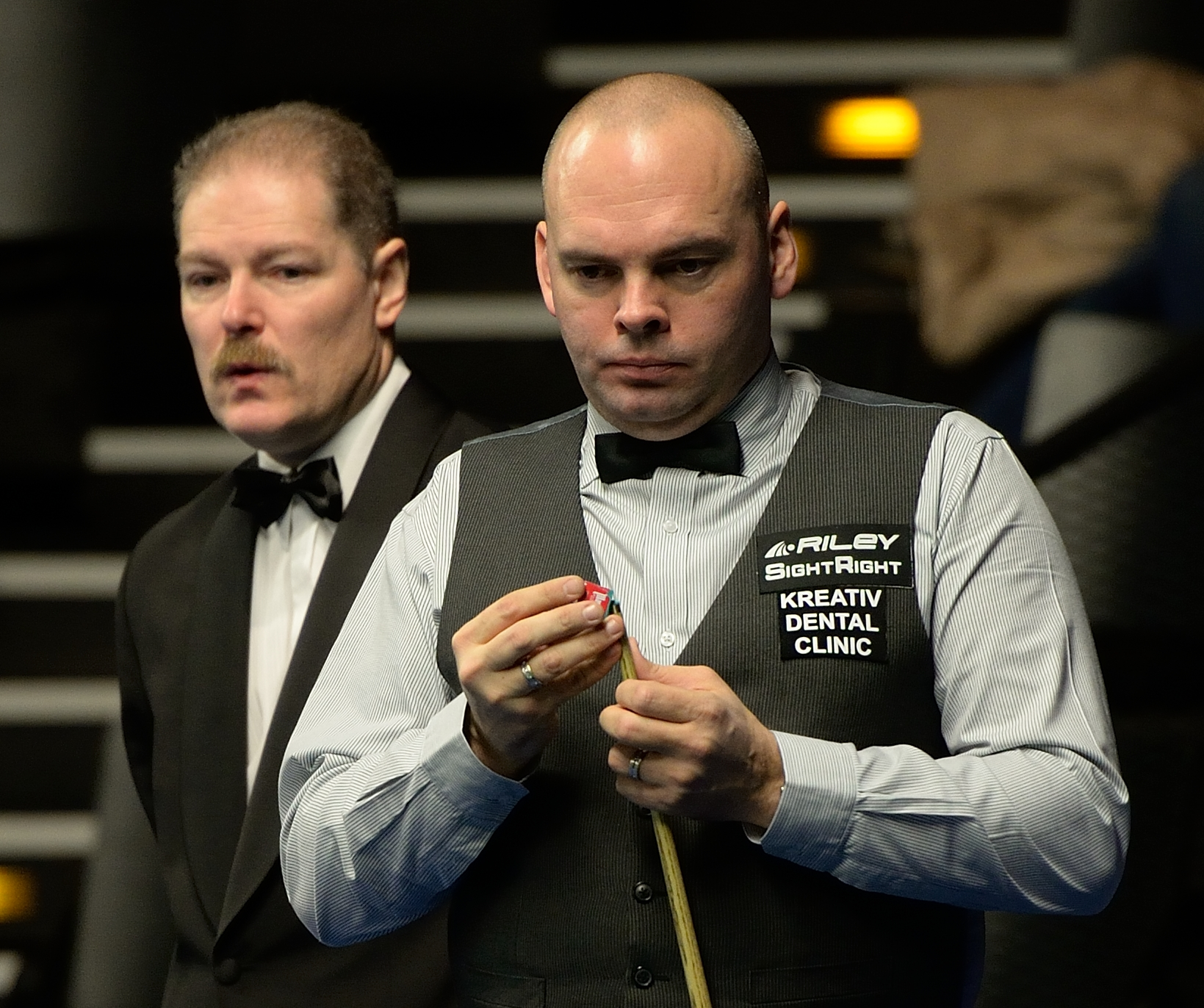
Stuart Bingham na German Masters 2015

V této sezóně Bingham dosáhl nejlepšího výsledku na Championship League v Essexu, kde dosáhl na semifinále. Na mistrovství světa zvítězil v prvním kole nad Alanem McManusem 10-6, ale v druhém prohrál s Ronniem O'Sullivanem 5-10.

### Sezóna 2009/2010
Na UK Championship došel do last 16, kde prohrál se Stephenem Maguirem 3-9. Bingham v této sezóně vyšel naprázdno i na mistrovství světa, které opustil v last 48 po porážce od Stuarta Pettmana 2-10.

### Sezóna 2010/2011
Pro Binghama zaznamenala tato sezóna čtyři čtvrtfinále na malých bodovaných turnajích Players Tour Championship – EPTC 1 ve Fürthu, PTC 2 a PTC 6 v Sheffieldu a EPTC 6 v Praze. Další čtvrtfinále přišlo na UK Championship. Bingham porazil v prvním kole Petera Linese 9-4, ve druhém Ronnieho O'Sullivana 9-6, v last 16 Marca Fua 9-2 a pak ve čtvrtfinále prohrál s Markem Allenem 9-7. Na mistrovství světa došel do last 16, kde ho vyřadil Ding Junhui 13-12. Ding se podařil dobrý návrat ve hře za stavu 9-12. Kdyby Bingham tento zápas dotáhl do vítězství, dostal by se mezi 16 nejlepších hráčů.

### Sezóna 2011/2012
Binghamovi se podařil po šestnácti letech své profi kariéry vyhrát první bodovaný turnaj Australian Goldfields Open. Porazil v prvním kole Michaela Holta 54-2, v druhém Dinga Junhuie 5-2, v last 16 Toma Forda 5-0, ve čtvrtfinále zdolal Marka Allena 5-3 a v semifinále Shauna Murphyho 6-2. Ve finále se střetl s Markem Williamsem a ze stavu 5-2 pro Williamse se dokázal vrátit do zápasu a vyhrát 9-8. Dosáhl ještě dvou čtvrtfinále na PTC 1 v Sheffiledu, kdy prohrál s Ronniem O'Sullivanem 4-2 a na PTC v Killarney (Irsko), kde prohrál s Markem Selbym 4-3. Na mistrovství světa vypadl v prvním kole se Stephenem Hendrym 10-4. Na konci sezóny vstoupil poprvé do top 16 a usadil se na 16. místě světového žebříčku.

### Sezóna 2012/2013
Bingham vyhrál hned první Asian Tour v Zhangjiagangu, když ve finále porazil Stephena Leeho 4-3. Hned na to byl ve finále Wuxi Classic, kde prohrál s Ricky Waldenem 10-4, ale podařil se mu druhý maximální break 147 v tomto zápase. Další turnajem, který vyhrál, byla Premier League, když ve finále zvítězil nad Juddem Trumpem 7-2. Byl ve čtvrtfinále Shanghai Masters se Shaunem Murphym. Na Asian Tour 3 v Zhengzhou přidal další trofej z malých bodovaných turnajů vítězstvím nad domácím Li Hangem 4-3. Na UK Championship došel do čtvrtfinále přes Jacka Lisowského 6-2 a Stephena Maguireho 6-4. Dostal se tak mezi nejlepších osm, ale prohrál s Ali Carterem 4-6. Po novém roce na Masters vypadl v prvním kole s Markem Selbym 6-5.
Binghamův další úspěch bylo finále Welsh Open, kde prohrál se Stephenem Maguirem 8-9. Na China Open se probojoval do čtvrtfinále, měl za soupeře opět Maguireho. Ten vyhrál 5-1. Na mistrovství světa, měl proti sobě v prvním kole Sama Bairda, v druhém porazil Marka Davise 13-10 a ve čtvrtfinále prohrál s Ronniem O'Sullivanem 4-13. Sezónu ukončila jako světová šestka.

### Sezóna 2013/2014

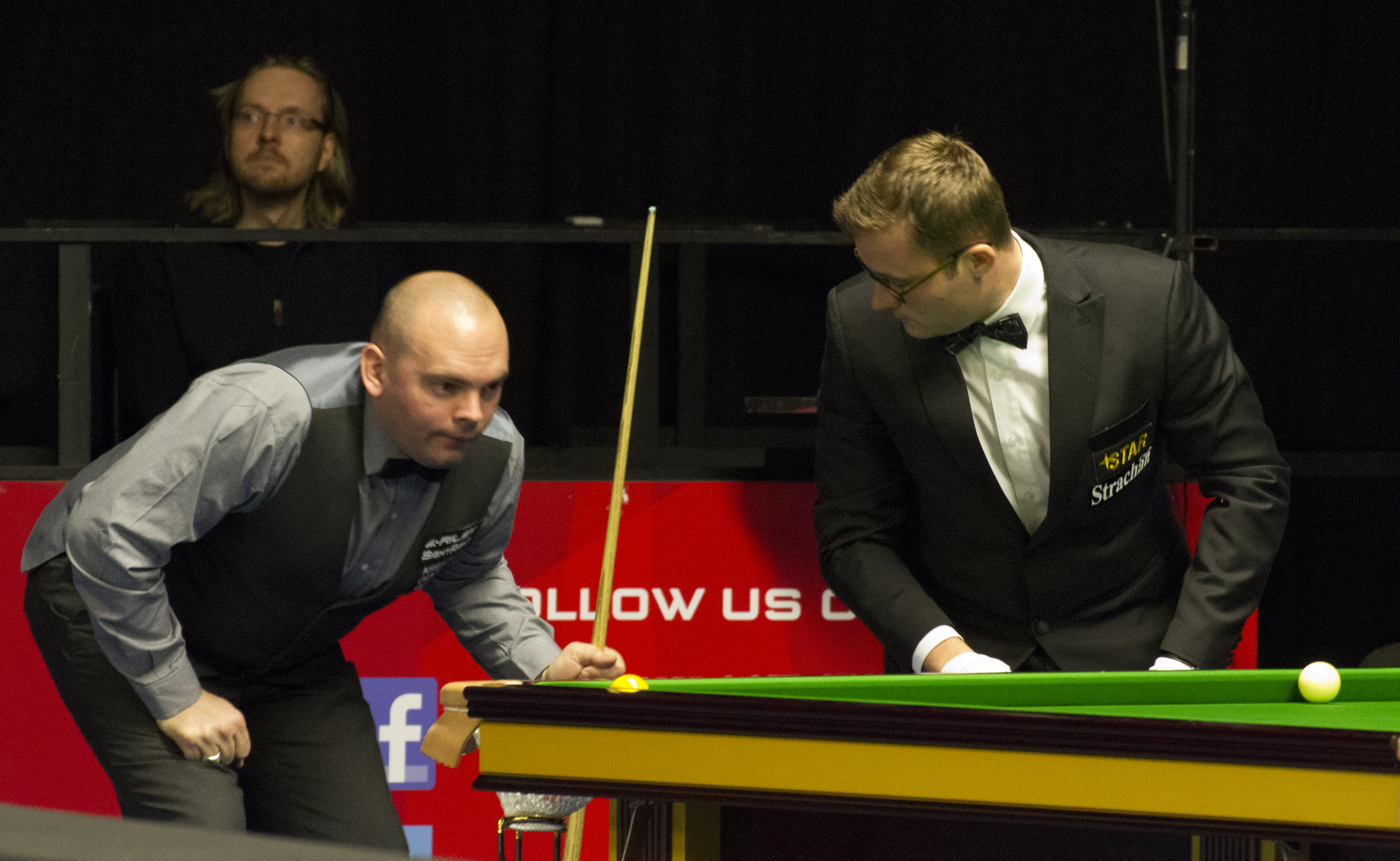
Stuart Bingham na German Masters

Sezóna začala ve Wuxi, kde se dostal do last 32 Wuxi Classic s Anthony Hamiltonem. Na Australian Open dosáhl last 16, když ho Joe Perry vyřadil 5-3. Na European Tour v Rotterdamu a ve Fürthu na Paul Hunter Classic měl dvě čtvrtfinále. V září se probojoval do semifinále 6-red World Championship v Thajsku, ale prohrál 4-7 s Neilem Robertsonem. Na Shanghai Masters vypadl v prvním kole s Kyren Wilsonem 5-1. Po něm následovala další European Tour v Belgii, kde v last 16 prohrál s Lucou Brecelem 4-1. Na Indian Open došel do last 16, kde prohrál s Pankajem Advanim 4-3.
Na International Championship v listopadu se dostal do last 16 s Markem Selbym. V tomto zápase prohrál 6-1. Stuart jel na další dvě European Tour v Gloucesteru a Antverpách. V Gloucesteru prohrál v last 32 s Alanem Morisem a v Antverpách v last 16 s Ronniem O'Sullivanem 4-3.
Na pozvánkovém turnaji Champion of Champions v Barnsley porazil v první kole Ricky Waldena 4-0, Judda Trumpa 6-2, v semifinále Marka Selbyho 6-4 a dostal se do finále s Ronniem O'Sullivanem, kde prohrál 10-8. Další úspěšným turnajem byl UK Championship, kdy postoupil do semifinále, ve kterém prohrál s Neilem Robertsonem 9-8 poté, co vyřadil ve čtvrtfinále O'Sullivanna 6-4. Na Masters byl vyřazen v prvním kole Johnem Higginsem 2-6. Účastnil se také pozvánkového turnaje Shoot-out, kde skončil ve finále s Dominicem Daleem, který získal  titul. Vyhrál tři zápasy na Welsh Open, ale prohrál last 16 s Joem Perrym 4-3.
Na Asian Tour v Dongguanu porazil ve finále Lianga Wenba 4-1. Bez větších úspěchů byl také na Players Tour Championship Grand Final a China Open. Na mistrovství světa skončil v last 32 s Kenem Dohertym 5-10. Sezónu ukončil na osmém místě světového žebříčku. 

### Sezóna 2014/2015
Nejúspěšnější sezóna pro Stuarta Binghama začala. Zúčastnil se Asian Tour 1 a následoval Wuxi Classic, kde ho vyřadil v last 16 Marco Fu. Na Australian Goldfields Open dosáhl čtvrtfinále s Markem Davisem, které prohrál 3-4. Velký úspěch v podobě výhry titulu se dostavil na Shanghai Masters. Stuart vyřadil Li Hanga 5-3, Dominica Dalea 5-1, Alana McManuse 5-1, v semifinále Dinga Junhuie 6-4 a Marka Allena ve finále 10-3. Byla to pro něho druhá výhra bodovaného turnaje. V říjnu se stal vítězem malého turnaje v Asian Tour Haining Open, kde ve finále porazil Olivera Linese 4-0.
Na International Championship postoupil až do last 16 s Markem Allenem, kde prohrál 6-4. Stejně tak skončil na European Tour v Mannheimu se Stephenem Maguirem 4-1.
Bingham pokračoval v dobré formě na UK Championship, kde se probojoval do semifinále s Ronniem O'Sullivanem, které prohrál 6-5, když O'Sullivan si pojistil poslední frame breakem 94. Zapojil se do dalšího European Tour v Portugalsku, kde prohrál v last 16 s Craigem Steadmanem. Svou formu potvrdil výhrou nebodovaného turnaje Championship League, když porazil Marka Davise 3-2.

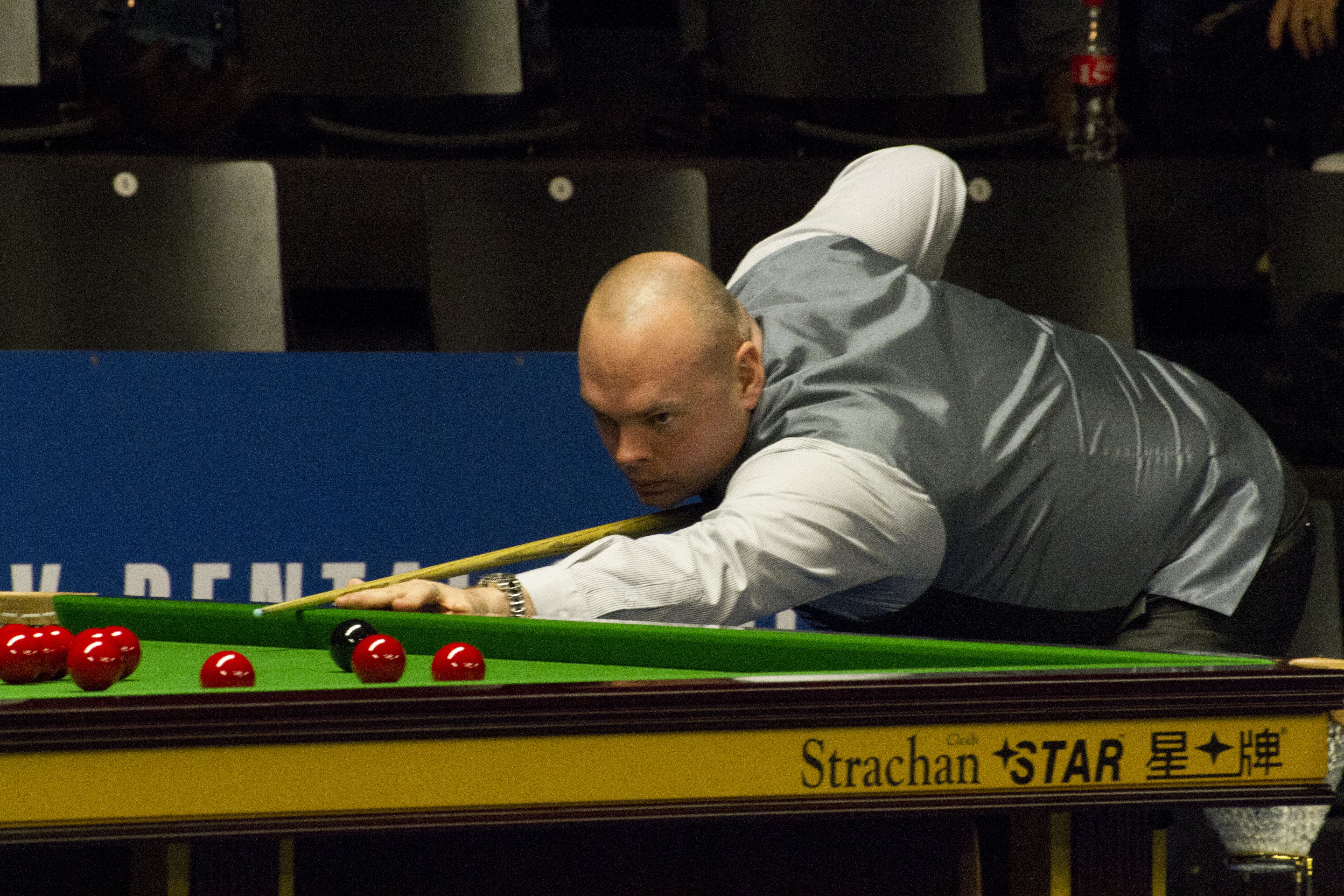
Stuart Bingham na German Masters 2015

Na Masters došel do last 16 s Marcem Fu, který vyhrál 3-6. Následoval German Masters, ve kterém skončil Bingham v last 16 prohrou s Marcem Fuem 4-5. Následovalo další umístění v last 16 na Welsh Open po prohře s Ricky Waldenem 2-4. Na pozvánkovém turnaji World Grand Prix ho O'Sullivan vyřadil jasným vítězstvím 6-0. Bingham na Players Tour Championship Grand Final vybojoval semifinále, které prohrál s Joem Perrym 4-1. China Open opustil v last 32 po prohře s Michaelem Whiteem.
Bingham přijel na mistrovství světa v Sheffieldu. V prvním kole vyřadil Robbieho Williamse 10-7, v druhém Graeme Dotta 13-5. Ve čtvrtfinále se střetl opět s Ronniem O'Sullivanem. V tomto zápase udělal 145, což byl nejvyšší náběh turnaje. S náskokem 6-3 pak O'Sullivan přešel do vedení 9-8. Závěr zápasu však patři Binghamovi, který zmobilizoval síly a vyhrál pět framů v řadě, aby zápas ukončil 13-9 a postoupil do semifinále s Juddem Trumpem, kterého zdolal 17-16. Bingham se probojoval do svého prvního finále World Championship se Shaunem Murphym, který zde získal titul mistra světa před deseti lety. Hráč z Basildonu však dokázal z 0-3 a 4-8 dojít na konečného vítězství 18-15. Stal se tak po Rayi Reardonovi, který vyhrál titul mistra světa v roce 1978 ve svých 45 letech, nejstarším vítězem mistrovského titulu. Bingham skončil na konci sezóny na druhém místě světového žebříčku.

### Sezóna 2015/2016
Úřadující mistr světa Stuart Bingham a světová jednička Mark Selby se zúčastnili pozvánkového turnaje World Cup ve Wuxi za tým Anglie, který skončil ve skupině D jako třetí a tak nepostoupil do čtvrtfinále vyřazovacího pavouka. Na Australian Goldfields Open prohrál Bingham v prvním kole s Fergalem O'Brienem 5-4.

## Život mimo snooker
Na snooker se zaměřil až před svými čtrnáctými narozeninami. Do té doby hrál na dobré úrovni tenis, fotbal, golf a všechny míčové hry. Začal hrát snooker, až když měl problémy s kolenem. Ve fotbalu je fanouškem Liverpoolu.
Stuart Bingham se oženil s Michelle v květnu 2013 na Kypru. Bingham má s Michelle syna Shae, který se narodil v roce 2011 a stará se také o nevlastní dceru Tiegan.

## Úspěchy
Amatér
- 1996 IBSF World Snooker Championship (Stuart Bingham 11-5 Stan Gorski)

Profesionál
*výhry v bodovaném turnaji:
- 2011 Australian Goldfields Open (Stuart Bingham 9-8 Mark Williams)
- 2014 Shanghal Masters (Stuart Bingham 10-3 Mark Allen)
- 2015 World Championship (Stuart Bingham 18-15 Shaun Murphy)

* výhry v malém bodovaném turnaji:
- 2012 Asian PTC 1 (Stuart Bingham 4-3 Stephen Lee)
- 2012 Asian PTC 3 (Stuart Bingham 4-3 Li Hang)
- 2014 Asian Tour, Dongguan Open (Stuart Bingham 4-1 Liang Wenbo)
- 2014 Asian Tour, Haining Open (Stuart Bingham 4-0 Oliver Lines)

* výhry v nebodovaném turnaji:
- 1998 UK Tour 3
- 1999 Merseyside Professional Championship
- 2012 Premier League Snooker
- 2012 Pink Ribbon
- 2015 Championship League